# Friedrich Carl Trapp
Friedrich Carl Walther Trapp (* 28. Januar 1930 in Wesel; † 9. April 2020 ebenda) war ein deutscher Bauingenieur und Bauunternehmer.

## Leben
Friedrich Carl Trapp wurde als Sohn des Weseler Bauunternehmers Ernst Trapp geboren. Nach dem Abitur studierte er an der RWTH Aachen Bauingenieurwesen. 1951 wurde er im Corps Montania Aachen aktiv. Das Studium schloss er mit dem akademischen Grad eines Diplom-Ingenieurs ab. 1958 wurde er von der Fakultät für Bauwesen der Technischen Hochschule Braunschweig zum Doktor-Ingenieur promoviert.
Nach dem Studium trat Trapp in das von seinem Urgroßvater Friedrich Carl Trapp 1872 in Wesel gegründete Bauunternehmen F. C. Trapp ein. Über viele Jahrzehnte war er zusammen mit seinem jüngeren Bruder Ernst Joachim Trapp geschäftsführender Gesellschafter und später Vorstand des im gesamten Bundesgebiet sowie im Ausland tätigen Bauunternehmens.
Über drei Jahrzehnte engagierte sich Friedrich Carl Trapp ehrenamtlich für die Bauindustrie in Nordrhein-Westfalen (NRW). Ab 1974 gehörte er dem Arbeitskreis im Verbandsbezirk Duisburg des Bauindustrieverbands NRW an. Von 1979 bis 1983 saß er im Vorstand des Versorgungswerks der Bauindustrie. Dem Vorstand des Bauindustrieverbands gehörte er ab 1986 an. 1987 wurde er zum Vorsitzenden des Beirats des Betriebswirtschaftlichen Instituts der Bauindustrie gewählt. 1990 wurde er Vizepräsident und Vorsitzender des Berufsbildungsausschusses des Verbands. Durch ihn wurde der Lehrlingstag der nordrhein-westfälischen Bauindustrie ins Leben gerufen. Im selben Jahr erfolgte seine Wahl zum Vizepräsidenten der bauindustriellen Interessengemeinschaft. Von 1994 bis 2000 war er Präsident des Bauindustrieverbands NRW, bis 2020 saß er im Präsidium des Hauptverbands der Deutschen Bauindustrie als Vertreter des Bauindustrieverbands NRW.
Trapp war Gründungsmitglied des Rotary-Clubs Wesel-Dinslaken. Neben zahlreichen anderen Ehrenämtern war er Altherrenvorsitzender des Corps Montania Aachen und Presbyter der Evangelischen Kirchengemeinde Wesel.

## Auszeichnungen
- Bundesverdienstkreuz am Bande
- Bundesverdienstkreuz 1. Klasse (1. Juni 2005)
- Ehrenring des Bauindustrieverbands NRW e. V.
- Ehrenbürgerwürde der RWTH Aachen
- Ehrenkreuz der Bundeswehr in Gold

## Schriften
- Beiträge zum Problem der Riffelbildung auf sandgebundenen Erd- und Kiesstraßen. 1958.
- zusammen mit W. Z. Duic und Walter Jurecka: Baumaschinen-Handbuch für Kalkulation, Arbeitsvorbereitung und Einsatz sowie Maschinenverwaltung, 5 Bände, 1964–1968.
- zusammen mit W. Z. Duic: Handbuch für die Kalkulation von Bauleistungen. mehrere Bände, 1968–1971.
- zusammen mit Ernst Joachim Trapp: 90 Jahre F. C. Trapp, Bauunternehmung 1872–1962. 1961.